# Samostan
Samostan je ustanova posvečenega življenja. Tja se umaknejo posamezniki in posameznice, da bi svoje življenje posvetili nekemu višjemu cilju (npr. Bogu). Zaobljuba čistosti oziroma zaveza k spolni vzdržnosti (celibat) je po navadi del tovrstnega življenja - tudi zato so samostani deljeni na moške in ženske. Različna poslanstva samostanskih skupnosti, njihove specifične potrebe in seveda naravno ter kulturno okolje vplivajo tudi na arhitekturo samostana. Vselej pa samostani nudijo prostore za bivanje redovnikov/redovnic in prostore, kjer le-ti opravljajo svoje poslanstvo.
V skladu z zgoraj omenjeno trditvijo, da način življenja redovne skupnosti neposredno vpliva tudi na samo arhitekturno zasnovo samostana, je za razumevanje slednje treba poznati vsaj osnove načina življenja menihov in nun. Če poznamo razliko med puščavniki in cenobiti, lažje razumemo različne zasnove samostanov enih in drugih. Velja omeniti, da puščavniški menihi samostana načeloma ne potrebujejo, saj je njihovo življenje v osami proč od ljudi, kljub temu pa obstajajo primeri skupin puščavniških menihov, ki so sicer živeli vsak v svoji hiši, oddaljeni od drugih, sobotno in nedeljsko bogoslužje pa so opravljali na skupnem mestu. Ta zgled so na neki način obudili kartuzijani, a o tem malo kasneje. Drugi, pogostejši način življenja v samostanu je ti. cenobitski ali cenobitični (iz gr. Koinos bios = skupno življenje), pri katerem redovniki ali redovnice bivajo pod eno streho, skupaj delajo, jedo in molijo. Pomembna dejavnika sta še poslanstvo samostanske skupnosti (npr. izobraževanje, dušno pastirstvo, molitev, študij, skrb za uboge...) in vprašanje načina preživljanja samostana (samostani, ki se preživljajo npr. z obdelovanjem zemlje, potrebujejo prostore za shranjevanje opreme, orodja, pridelka itd.).

## Značilnosti
Samostan (»klošter«, lat. claustrum 'nedostopno') je nastal po prizadevanju Benedikta iz Nursije (519, Monte Cassino) in drugih ustanoviteljev redov. Želeli so meniško puščavniško življenje nadomestiti s skupnostjo menihov, ki bi živeli po strogih pravilih. Po hodnikih križnega hodnika, štirikotnega odprtega dvorišča z vodnjakom (tonzura), ki se je razvil iz peristila helenistične stanovanjske zgradbe, so izvajali procesije s križem. Ob njem pa so bili: kapiteljska dvorana (zbornica, pogosto ob cerkvi), refektorij (jedilnica) - pri nemškem viteškem redu imenovana remter, parlatorij (govorilnica), v zgornjem nadstropju pa dormitorij (spalnica) in klavzure (meniške celice). V samostanu je bila običajno tudi knjižnica (biblioteka).
Benediktinci so navadno gradili po hribih, cistercijani pa po dolinah (po letu 1100), saj so svoje delo videli tudi v dušebrižništvu. Njihovi samostani se imenujejo kartuzije. Nemški viteški red je od 13. st. dalje gradil samostanske gradove. Celostno graščinsko zasnovo pa imajo tudi baročni samostani.

## Samostani katoliških cerkvenih redov
Večina samostanov katoliških redov je cenobitskega značaja in ima značilno zasnovo, pri kateri se okoli osrednjega prostora v samostanu ali ti. križnega hodnika nizajo najosnovnejši prostori samostana in cerkev (ecclesia), ki leži običajno na severni ali južni strani. Križni hodnik je osrednji prostor tudi po pomenu, saj se v njem odvijajo procesije ipd. Dostop do posameznih prostorov v samostanu je lahko omejen, v tem primeru rečemo, da je neki prostor v klavzuri. Pravila klavzure obstajajo v različnih oblikah in obsegih, ki se razlikujejo od reda do reda. Najosnovnejše pravilo se nanaša na prepoved vstopa moškemu v klavzurni del ženskega samostana in obratno, prepoved vstopa ženski v klavzurni del moškega samostana. Klavzura pa lahko obsega denimo samo spalnice, jedilnico in knjižnico ali pa prej naštete prostore in še cerkev ali pa celoten samostan. Klavzuro urejajo vsakokratna redovna pravila. Kot pri vseh pravilih tudi tu obstajajo izjeme (npr. obisk zdravnice pri hudo bolnemu menihu v njegovi sobi). Klavzura pa je vendarle širši pojem - poleg tega da omejuje gibanje svetnih ljudi po samostanu, omejuje tudi gibanje menihov zunaj njega. V nekaterih redovih (kot npr. pri kartuzijanih) pa poleg zunanje klavzure, ki omejuje fizično gibanje telesa, poznajo še notranjo klavzuro, ki omejuje prosto gibanje duha - prepoveduje namreč dostop menihom do določene literature, nerelevantnih informacij posvetnega značaja, govoric, stikov s posvetnimi ljudmi idr., kar bi lahko kalilo notranji mir. 
Kartuzijanska posebnost pa seže dlje od pravil klavzure, in sicer vpeljuje povsem drugačen način sobivanja redovnikov. Kartuzijanski samostani so namreč dom skupnostim samotarjev. Kakor se sprva sliši nemogoče, pa vendar drži - v kartuziji bivajo menihi-puščavniki, saj so celo njihovi stiki s sobrati strogo omejeni. Večino časa prebijejo vsak v svoji meniški celici (tj. majhni dvonadstropni hišici, kjer je v prvem nadstropju delovni prostor, v drugem pa zasebni prostor za molitev in sobica za spanje ter obedovanje), srečujejo pa se le na skupnih molitvah, nedeljskih in prazničnih kosilih ter tedenskih sprehodih. Tak način bivanja postavlja povsem drugačne zahteve tudi glede arhitekturne zasnove kartuzij. Poleg večine prostorov tipičnega cenobitičnega samostana vpeljuje še ti. veliki križni hodnik, ki je edinstven za kartuzije in okoli katerega so nanizane posamezne meniške celice, med katerimi stojijo pripadajoči obzidani vrtički, kjer menihi gojijo zelenjavo, trto, rože, zelišča ali kaj drugega in kjer premišljujejo, molijo in meditirajo. Posebnosti gradnje se nanašajo še na druge podrobnosti, ki jih literatura podrobno obdela.
Vsekakor pa je večina redov sčasoma razvila vsaj nekaj posebnosti gradnje samostanov, zato se govori tudi o benediktinski, cistercijanski, kartuzijanski ipd. arhitekturi.